# Megamorph
Megamorph est un jeu vidéo de type shoot them up développé et édité par Psygnosis, sorti en 1994 sur FM Towns.

## La série
- 1993 - Microcosm
- 1994 - Novastorm
- 1994 - Megamorph